# エアロビクスダンス

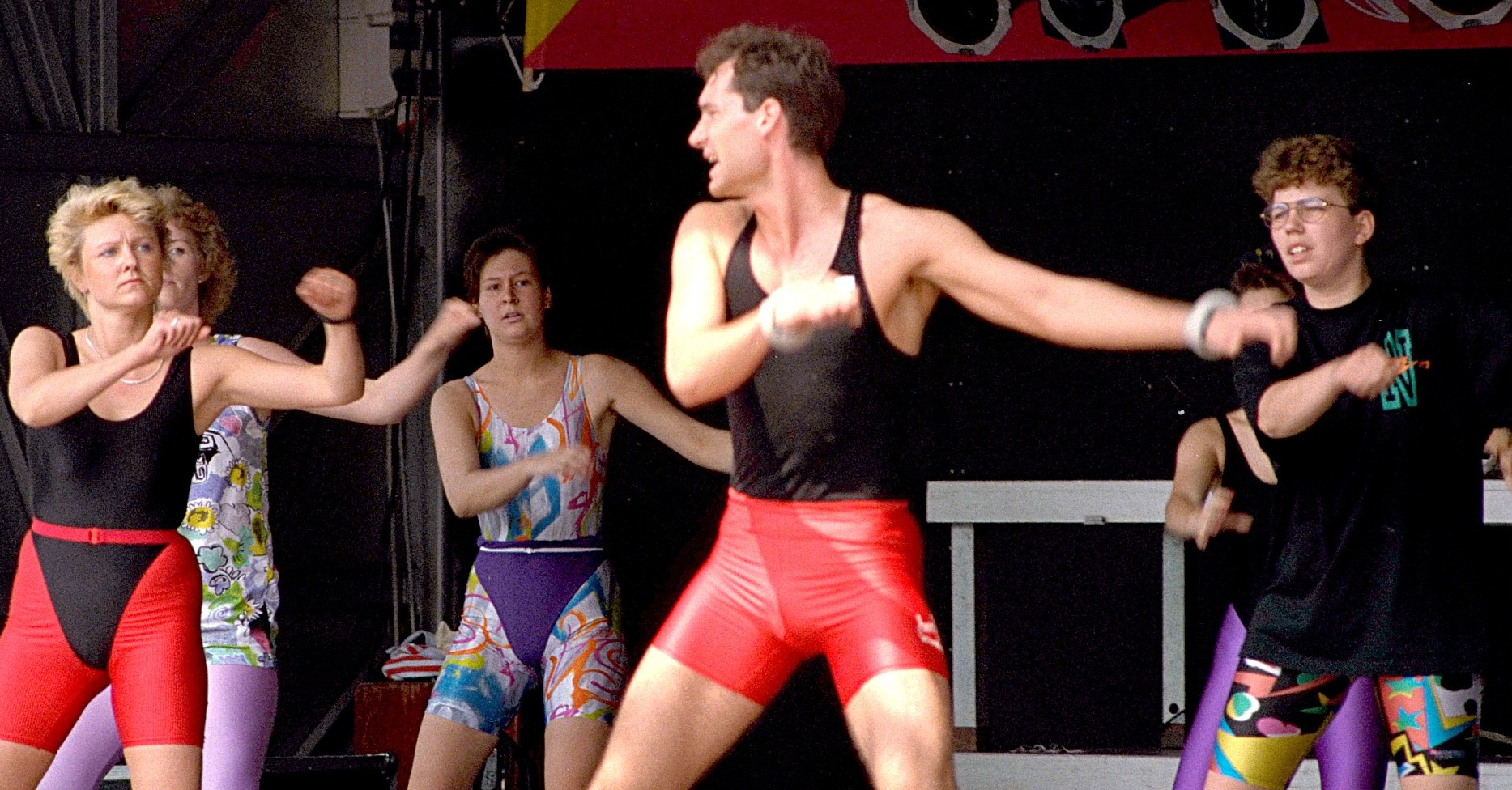
エアロビクスダンスのデモンストレーション（1985年以前）

エアロビクスダンスあるいはエアロビックスダンスと呼ばれる運動はダンス形式の有酸素運動である。

## 概要
エアロビクスダンスは、ケネス・H・クーパー(Kenneth H. Cooper)のエアロビクス理論をもとにジャッキー・ソレンセン（Jacki Sorensen）が開発したといわれる。1980年代にジェーン・フォンダが火付け役となって広まった。当初は走る動作や跳ねる動作（ハイインパクト）が多用されたが障害や疲労骨折が多発し、この問題の反省からハイインパクト動作を控える（ローインパクト）流れができた。それとともに衝撃の少ない、エアロビクスダンスに代わるエクササイズが考案された。STEPエクササイズ等もその代表である。エアロビクスダンスでは下肢を動かし続けるため、障害防止のために弾力のある床の上で行われる。

## エアロビック競技

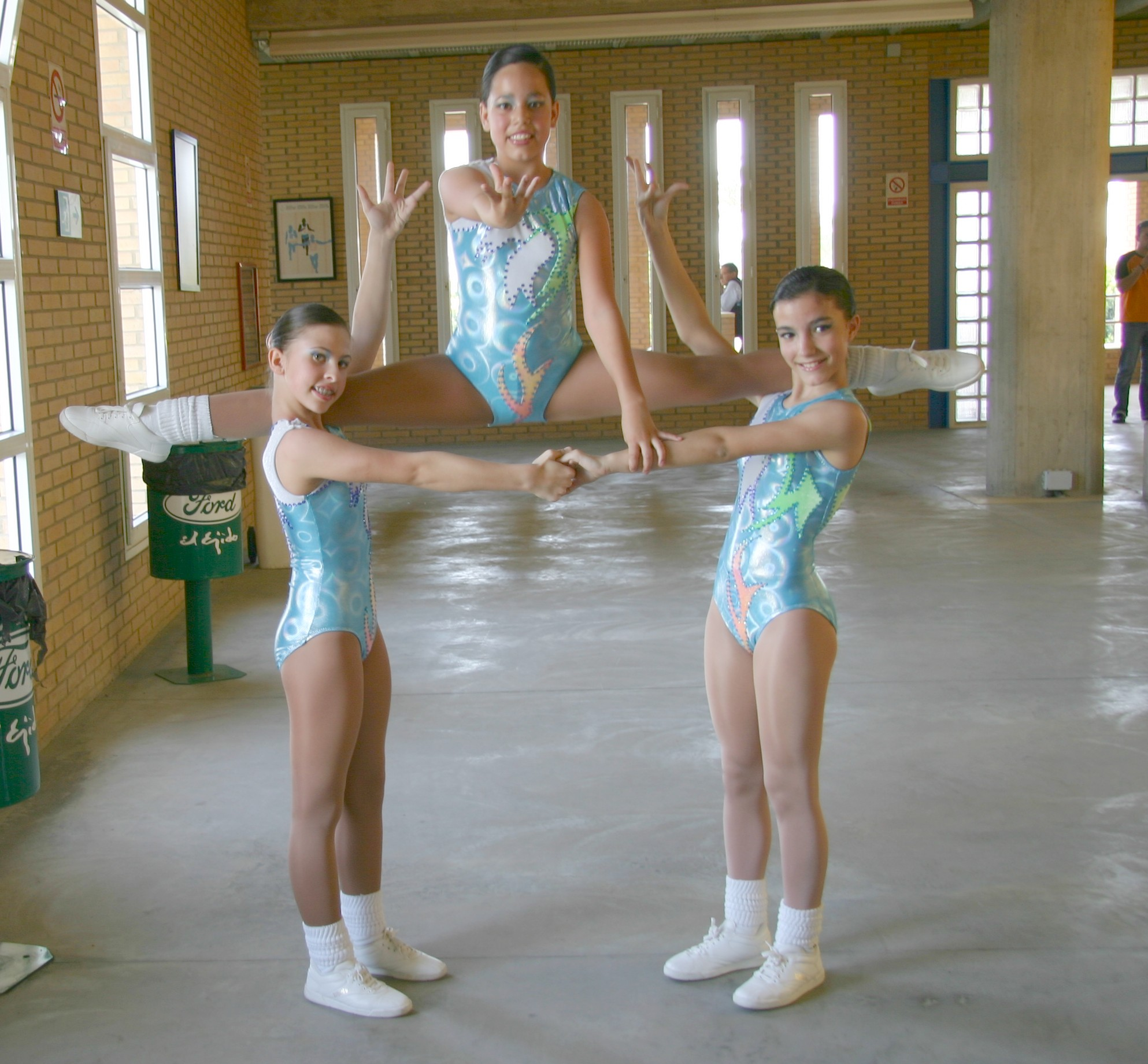
エアロビック競技

エアロビクスダンスを競技として行うものである。日本ではエアロビックともよばれ、正式名称は"Aerobic Gymnastics"という。日本エアロビック連盟が大会運営している。IOC後援ワールドゲームズの正式種目である。世界エアロビック体操選手権や全日本総合エアロビック選手権大会・全日本学生エアロビック選手権大会・JOCジュニアオリンピックカップ等のユース部門[11〜16歳]の大会も盛況で毎年行われている。2018年6月3~5日にポルトガルのギマランイスで開催された「第15回エアロビック世界選手権大会」[主催 国際体操連盟(FIG)]では日本の斉藤瑞己(SKJ所属)が男子シングル部門で2連覇、北爪凜々(SKJ所属)が女子シングルで初優勝を果たし、アベック優勝を果たした。

## 日本での広がり
日本でのエアロビクスダンスはオイルショック後の1970年代後半より始まる健康ブームに乗じて1980年代に広まり人気となっていった。
1981年には前述のケネス・H・クーパーが来日し、1982年3月にはTBSテレビがアメリカのエアロビクス番組『エアロビサイズ』の放送を開始、1983年1月にはテレビ朝日もエアロビクス番組『エアロビダンシング』を開始した。
同1983年には『フィットエアロビック・インターナショナル・アソシエーション日本本部 (FIA/JAPAN)』(後の日本エアロビック連盟 / JAF) が発足し、1984年にはその FIA/JAPAN により『全日本エアロビック選手権大会』（後の全日本総合エアロビック選手権大会）が開始された。

## レッスンとしてのエアロビクス
日本では、市町村の公営施設や民間のスポーツクラブで参加することができる。また、地域住民のサークル活動（同好会活動）としてレッスンが行われるケースもある。
市町村では、市民参加の講座の一環である形態で、公民館活動として定期的にメンバーを募集し期間を決めて開催するケースや、市町村の公営施設等で施設利用の時間割を決め毎週同じ曜日の同じ時間に開催するケースがある。スポーツ施設の運営を民間に委託しているところでは後者の形がとられている。いずれも参加する都度、料金を支払うケースが多い。
民間のスポーツクラブではスタジオの時間割が決められ、毎週同じ曜日の同じ時間にレッスンとして設定される。民間のスポーツクラブのほとんどは会員制で月会費を支払う方式がとられている。ただし、人気のレッスンでは別途有料クラスの設定もある。
基本的に市町村で開かれものは初歩的なクラスが多い。一方、初歩的なものから上級レベルのクラスまで扱っているレッスンでは、スポーツクラブ、フィットネスクラブのスタジオレッスンが一般的である。
スイミング・プールが設置されているクラブの場合には水に浸かって行うアクアビクスもある。

## 効果

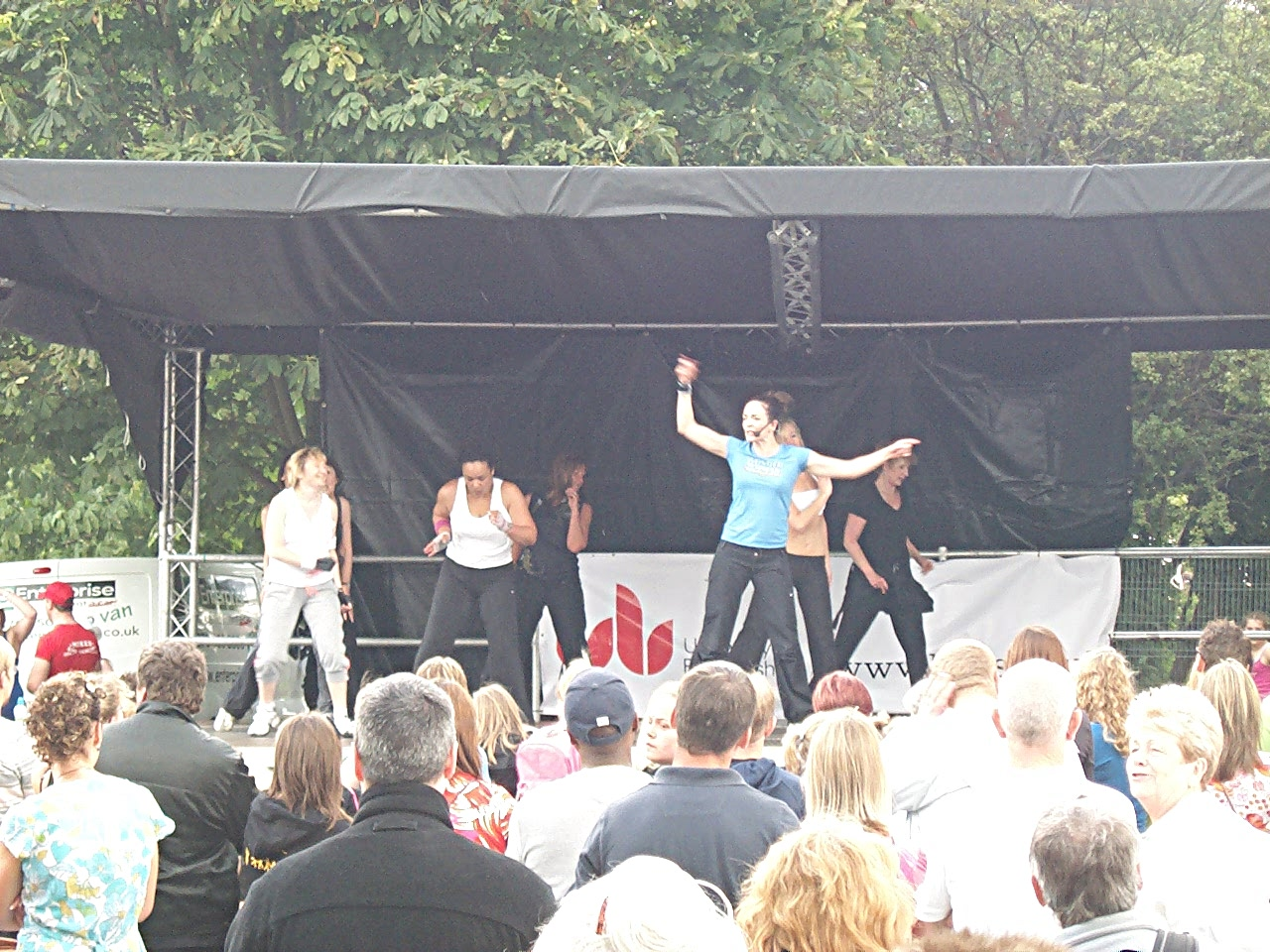
イベント会場でエアロビクスダンスを紹介しているところ

有酸素運動のページを参照。

## 特徴
継続性が高い
参加者が楽しさを感じ、定期的に参加するようになることが多い。他の多くの運動では実施することを苦痛と感じ継続することがまま困難である。これに対し、継続性の高さはエアロビクスダンスの大きな特徴である。
身体のいろいろな部位を使用する
一般に、運動種目ごとに身体の動かし方、使用する筋肉は限定される。例えば、ほとんどのトラック競技では上肢、下肢ともに前後方向の動きのみである。これに対してエアロビクスダンスでは前後方向、左右方向、上下方向という、三次元のすべての動きを行うことができる。また、拮抗する筋群をバランスよく鍛えることも可能である。ただし、身体の動かし方はインストラクターの振り付けにより決まるため、参加者がこのメリットを享受できるか否かは、インストラクターの技量による。
負荷設定が困難である
運動負荷はステップの種類、上肢の動かし方などにより変わってくる上、参加者自身の動き方にも左右される（大きく速く動けば運動量が大きくなり、小さくゆっくり動けば運動量が小さくなる）。このため、マシントレーニングのように負荷を正確に設定することは困難である。

## 近年の動向
レッスンの名称は単に「○○・エアロ」というクラス名が多い。内容はローインパクト・ステップが中心で体への負担が高いハイインパクト動作は殆ど行わず、年配者でも参加できるレッスンが中心である。
2009年ごろから日本では、ダンスエアロビクスが広まった。これは従来のエアロビクスダンスに比べてダンスの色彩がより濃いものである。従来型のエアロビクスダンスでは体幹部の動きが少ないのに対し、ダンスエアロビクスではラテンダンスなどの動きを取り入れ、体幹部の屈曲、回旋を行うのが特徴。
2010年初頭には全体的にクラスの高難度化、長時間クラスの設定、イベント等が顕著になる。好きなインストラクターを回るスタジオ遠征や長時間の入場並び、立ち位置争いなどの問題も目立ち始め、健康の為の運動というよりは、熱心なマニア向けに作られた複雑なコリオを楽しむクラスが多くなってくる。半面、初心者には敷居の高いクラスが多くなっていった。
マニア向けの一過性のブームが去ると、今度はプレコリオプログラム（ズンバ等）の台頭により、それらクラスに置き換わる事が多くなった。プレコリオのインストラクターはクラブのスタッフで行える場合も多いが、エアロビクスのインストラクターはコリオの組み立てや進行に相当なスキルが必要で、そもそも新規のクラス設定は難しく、現在もクラス設定は減少傾向にある。

## 一般的なクラス構成
音楽に乗って、いろいろなステップを踏む（すなわち下肢を動かす）のが基本である。一般には1、2名のインストラクターのリードに従い複数の参加者が運動する形式で行う。この形式はグループエクササイズと呼ばれ、1回のグループエクササイズをクラスという。

ウォーミングアップ体温と心拍数を上昇させ、強度の高い運動ができる状態にする。10〜15分間程度かけ音楽にあわせて体を軽く動かす。多くの場合、静的ストレッチも行う。
メインパート音楽にあわせて体を動かし続ける。運動強度、時間は対象者により大きく異なる。
筋力トレーニングクラスによっては有酸素運動と合わせて筋力トレーニングを行う。
クールダウン静的ストレッチを行う。
なお、近年ではウォーミングアップとメインパートを明確に分けないスタイルもみられる。このスタイルではウォーミングアップの動きを徐々に変化させて運動強度をあげスムーズにメインパートに移行する。また筋力トレーニングは時代と共に縮小、省略されつつある。

## 用語
最も初歩の動作として「ステップタッチ」がある。１右足を外側に踏み出し、２左足を内側に踏み出す。３左足を外側に踏み出し、4右足を内側に踏み出す。（合計４カウント）このうち、２と４の時に手を叩く。一連の動きをした後にこの「ステップタッチ」へ戻る事が多い。もしくは「マーチ」である。「マーチ」は（通常）右からその場で歩くだけである。
基本動作としてAステップ、Vステップ、マンボ、ニー、シャッセ、(キック)ボールチェンジ、グレープバイン、カール、バックステップ、スパイダー、ツイスト、パドブレ、マンボターン、ピボットターン等、多数ある。大部分がローインパクトステップでありこの組み合わせを再現することで進行する。
一か月でコリオグラフィー（動きの組み合わせ）を変えるというクラスが多い。インストラクターによってはクラスによってコリオグラフィーが変わる先生も居るし同じものをやる人も居る。数ブロックの内１ブロックだけを月初めに入れ替えたり、少しずつアレンジしながら2～6か月同じという場合もある。その場合初期設定の難度が高い。毎週コリオが変わるクラスもある。この場合は難度が少し低めに設定される。

## 難易度によるクラス分け
エアロビクスダンスのクラスの運動強度や時間は対象者や目的によりさまざまに設定される。
エアロ初級（市町村のエアロビクスクラス、はじめてエアロ、体験エアロ、エンジョイエアロ等）
初心者向けのクラスでは運動強度は低く、時間は短め（通常30～40分間程度）であり、技（コリオ）の組み合わせがないか、簡単な組み合わせで進行する。右足から踏む16カウントのコリオ及び左足から踏む対象動作（シンメトリー）の16カウントのコリオで計32カウントで1ブロックとするケースが多い。
エアロ初・中級（ファットバーン、ローインパクト、チャレンジエアロ等）
1ブロックが初級クラスの倍の32カウントのシンメトリーで作られる事が多くなり、ブロックも２～3ブロックとする事が多い。初級クラスを経験したステップアップクラスという位置づけで公称は初中級とするクラスが一番多く、殆どのクラブでボリュームゾーンとなっている。しかしながらレベルはクラス（インストラクター）によって大きく異なり実質上級向けというクラス存在するのである程度出てみないと真のレベルは分からない。
エアロ中・上級（オリジナルエアロ、コンビネーションエアロ、アドバンスド等）
熟練者向けのクラスで運動強度は高く、時間も長め（60〜90分間程度）である。上級クラスは消滅もしくは存在せず、実質の最上級クラスとなる場合が多い。32カウントコリオで3ブロック以上ある場合が殆どで、月後半になるとカッティングハーフ（シンメトリー部分を省略）や面を変える（横向きや後ろ向き）等のアレンジが入る。どちらかというと記憶力の方が試される。

## 記念切手
ワールドゲームズ2001では記念切手が発行されている。

## 関連作品
- ドラマ
  - エアロビクス殺人事件（1983年、テレビ朝日） - 土曜ワイド劇場内
  - 女たちの課外授業（1983年、テレビ朝日）